# Letecký útok na Plzeň 21. října 1940
Letecký útok na Plzeň 21. října 1940 byla operace britského Královského letectva (RAF) na podzim 1940, v průběhu druhé světové války. Při plánovaném nočním náletu bombardérů RAF na západočeské město Plzeň měly být poškozeny Škodovy závody. Zcela první pokus o bombardování Plzně neuspěl pro problémy s nalezením cíle a k bombardování závodu a města vůbec nedošlo.

## Pozadí

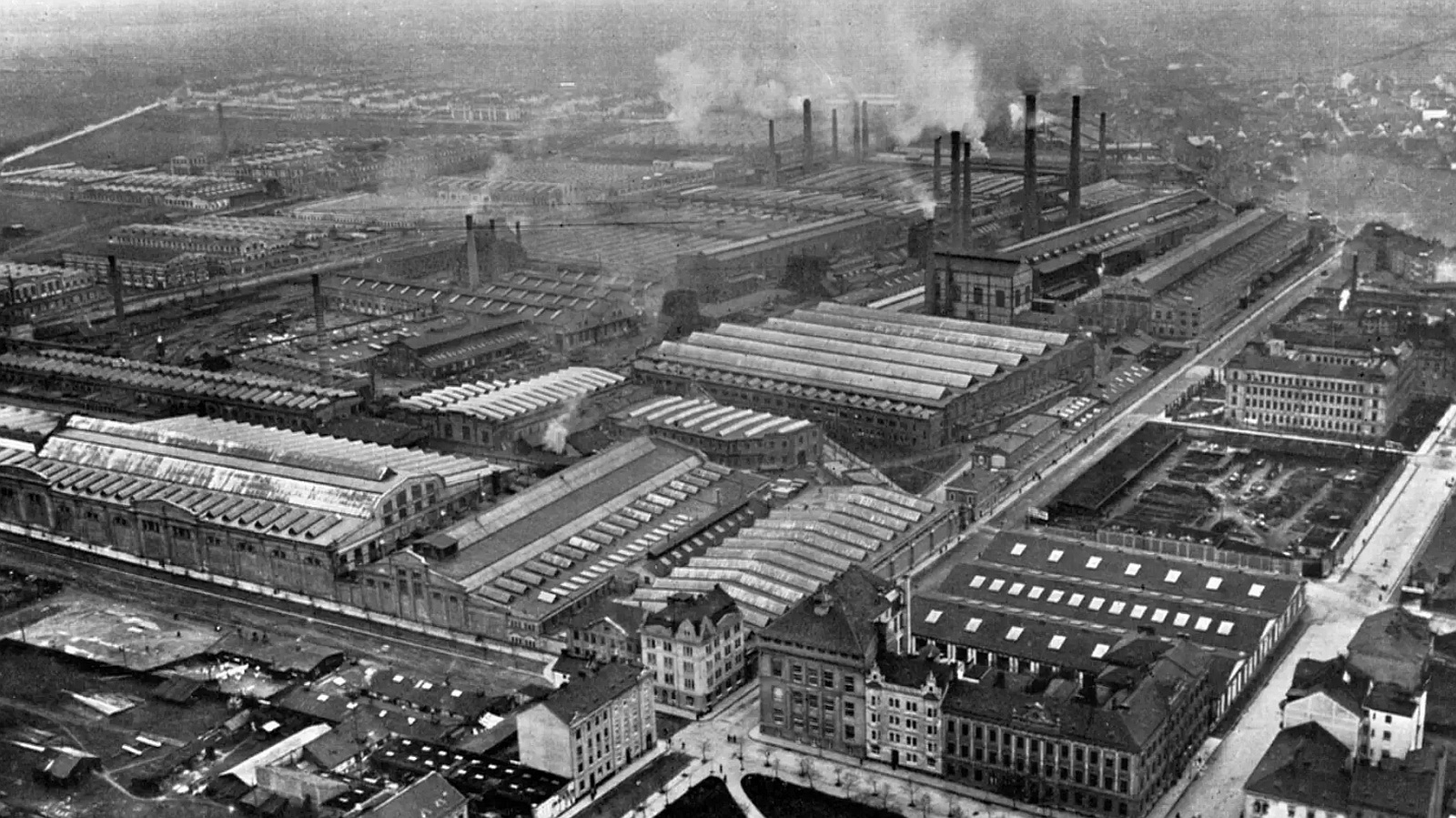
Celkový pohled na Škodovy závody (mezi roky 1926 a 1938)

Plzeňské Škodovy závody, od začátku okupace součást německého koncernu strojíren Reichswerke Hermann Göring,:20 byly pro nacistické Německo velmi důležité, neboť byly jednou z největších zbrojních továren v Evropě. Škodovka pomáhala vést agresivní a expanzivní politiku Německa dodávkami kvalitního a moderního válečného arzenálu, v první polovině války především zbraní československé konstrukce.:20 Právě z těchto důvodů se plzeňská Škodovka stala cílem číslo jedna britských vzdušných útoků na území původního Československa, neboť zničení Škodových závodů mělo citelně omezit německé možnosti pokračovat ve válce.

### Problémy s navigací při nočních letech
Během denních náletů v květnu a červnu 1940 zaznamenala RAF téměř šestiprocentní ztráty oproti necelým tříprocentním ztrátám při nočních náletech. Málo vyzbrojené a pomalé britské bombardéry byly ve dne snadným cílem pro německou obranu.:269 Značný rozdíl ztrát vedl k přesunu hlavních náletů do nočních hodin. Na podzim 1940 došlo k dalšímu posunu strategie: noční nálety dostaly přednost, během dne se prováděly už jen malé a specializované operace. Noční nálety však komplikovala obtížná navigace na cíle vzdálené i přes 1000 km, kterou je těžké si v době mobilních telefonů s GPS představit. Letci v roce 1940 měli značně omezené prostředky pro určení směru letu a nalezení cíle. Odkázáni byli především na obyčejný kompas, mapy a spočtenou dobu příletu nad cíl.:270 Při jasné noci se mohli letci orientovat podle hvězd a případně podle viditelných prvků krajiny pod sebou, při oblačnosti bylo totéž obtížné až nemožné.:270 Komplikací byl i vítr, neboť boční vítr vychyloval letadlo ze směru, zadní vítr způsoboval přelet cíle a při čelním větru bylo letadlo v předpokládaném čase příletu ještě před cílem. Pro britské letectvo ležela Plzeň v roce 1940 na hranici možností navigace.:22

## Přípravy

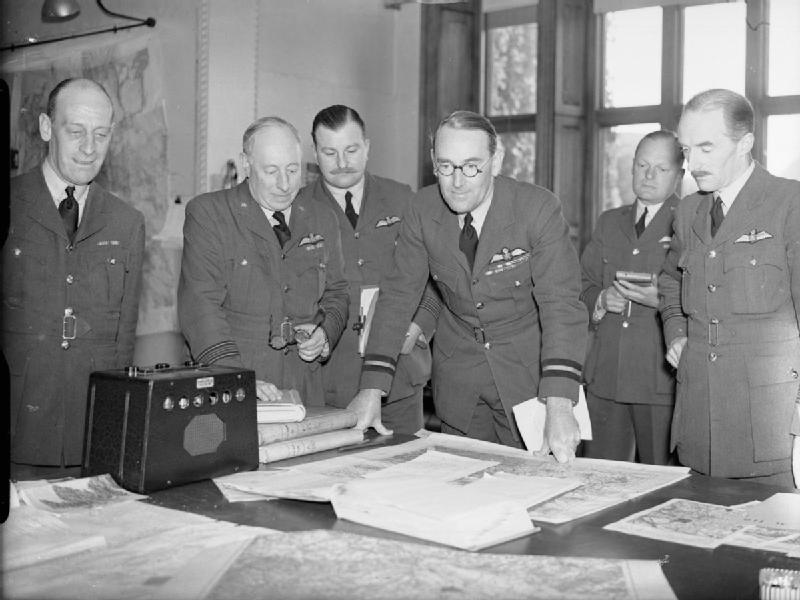
Air commodore Arthur Coningham velící 4. skupině při plánování leteckého útoku

Československá exilová vláda v Londýně žádala RAF o rychlé provedení bombardovací operace nad územím Protektorátu.:22 Pro zmíněný význam byly vybrány Škodovy závody v západočeské metropoli.:5 Pro britské velitelství Bomber Command byla Plzeň nejvzdálenějším cílem – vzdálenost minimálně 860 km od Britských ostrovů byla na samé hranici doletu tehdejších britských letadel.:22 Provedením prvního náletu na Plzeň:270 byla pověřena 4. bombardovací skupina, která byla vybrána pro největší zkušenosti s dálkovými nočními lety.:22 Zásadní bylo také její vybavení dvoumotorovými bombardéry Armstrong Whitworth Whitley Mk.V, které byly schopné doletět nad cíl a zpět bez nutnosti přídavných nádrží (dolet 2462 km).:22 4. bombardovací skupina měla své domovské základny v hrabství Yorkshire na severu Anglie.:22
Nálet měla provést 58. peruť 4. bombardovací skupiny. Plánován byl na dřívější datum, pro nepřízeň počasí byl opakovaně odložen, až proběhl v noci z 20. na 21. října 1940.:270:22 Posádky byly instruovány, že bomby mohou shazovat jen po jasné identifikaci Škodových závodů, aby bombardováním naslepo neohrozily české civilisty.:23

## Letecký útok
V noci z neděle 20. na pondělí 21. října byla realizována rozsáhlejší operace, při které odstartovalo celkem 139 letadel (udává se i 135 letadel) několika typů proti různým cílům na území ovládaném Německem a Itálií.:22 Nejvíce letadel, třicet, zamířilo na Berlín.

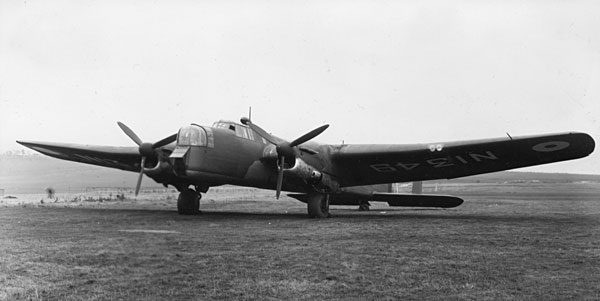
Bombardér Armstrong Whitworth Whitley Mk.V, označení N1349

Domovskou základnou 58. perutě byla RAF Linton-on-Ouse, která leží severozápadně od Yorku a je vzdálená od Plzně 1108 km. K útoku na Plzeň z ní odstartovalo mezi 18.00 a 19.10 postupně jedenáct letadel.:270:23 Noční let nad Plzeň a zpět měl trvat 11 hodin.:23 Dvě posádky se pro technickou poruchu musely brzo vrátit – kapitán Sgt Boothby v letadle P5028 (GE-R) se vrátil pro závadu zadní střelecké věže a přistál již v 19.15, kapitán P/O Forth v letadle T4211 (GE-B) nechal po zjištění závady odhodit bomby do moře a přistál v 21.00.:23
Po pětihodinovém letu se letka devíti zbývajících letadel dostala po půlnoci do cílového prostoru na Plzeň, která ale byla ukrytá pod hustou oblačností.:23 Kapitál letadla P5058 (GE-F) F/O Brooke klesl do riskantní nadmořské výšky 530 metrů (blízký kopec Krkavec vystupuje do výšky 504 m, Radyně do 567 m), oblačnost však neřídla.:23 Cíl nebyl nalezen a z trojice letadel byly proto shozeny jen svazky propagačních letáků.:270
Britská letadla se podle zpráv z Protektorátu nad Plzeň vůbec nedostala: škodováčtí hasiči ve svém hlášení zmiňují vyhlášení jen „leteckého nebezpečí“ (což je nižší stupeň než „letecký poplach“), které trvalo od 23.03 do odvolání ve 2.04.:23 Některé letouny doletěly dále, nad Berounsko, kde ve snaze získat představu o své poloze shodily nad vesnicí Měňany padákové osvětlovací rakety.:23 V okolí, tj. na územích obcí Měňany, Liteň a Skuhrov, dopadly propagační letáky.:23

### Náhradní cíle

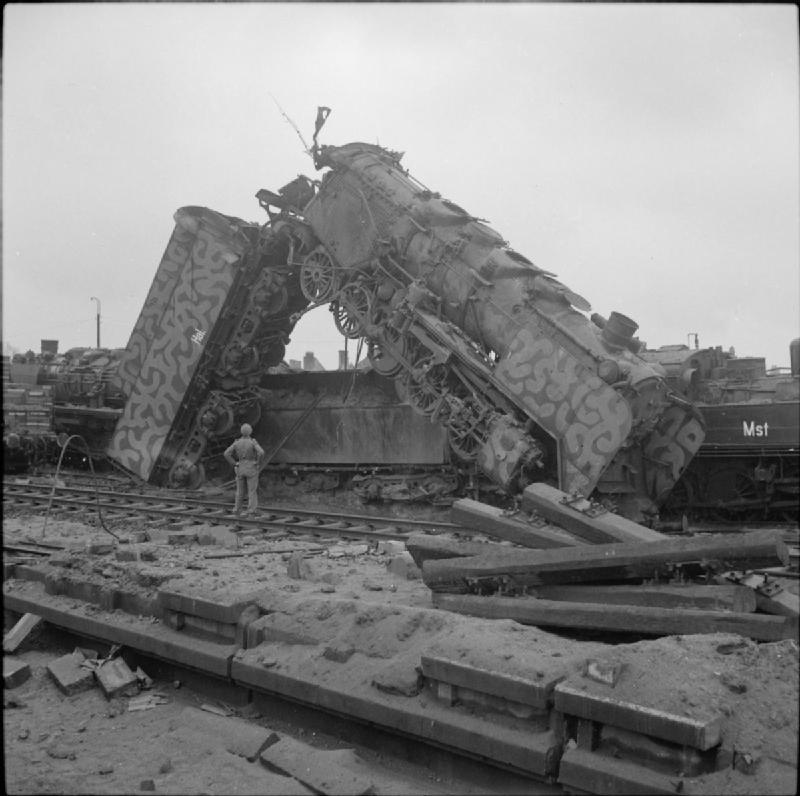
Nádraží v Münsteru po náletu v roce 1945

Letadla z domnělého cílového prostoru nad Plzní odlétla a vydala se na zpáteční cestu, při které posádky bombardovaly příležitostné cíle v Německu.:270:23 Letadlo P5089 pilotované P/O Wildingem, které mělo problémy s jedním motorem, odhodilo bomby nad Porúřím. Letadlo P5058 s kapitánem F/O Brookem bombardovalo v Porúří město Sterkrade a způsobilo požár. Letadlo P4943 pod velením P/O Gunna zvolilo za cíl seřaďovací nádraží jižně od Münsteru. Letadlo T4146 F/Sgt Mooreho útočilo pumami na železnici v Arnsbergu a v okrajové části Dortmundu. Pro posádku kapitána S/Ldr Smithe se cílem stala elektrárna Quadrath-Fortuna západně od Kolína nad Rýnem. Kapitán letadla N1527 P/O O'Duffy našel v mracích díry vhodné pro bombardování nad městem Brémy, kapitán letadla N1462 Sgt Hughes svrhl pumy na průmyslovou zónu v Porúří a kapitán letadla N5028 Sgt Christie zaútočil na nádraží v Bonnu.:23 Letadla po shození bomb zamířila k mateřské základně.

## Problémy při návratu
Let na cíl, který byl na hranici doletu letadel AW.38 Whitley, provázela nejistota bezpečného návratu při libovolném prodloužení letu. Při zpáteční cestě ubývalo letounům rychle palivo a nakonec se tři letadla nevrátila na svojí základnu pro jeho spotřebování.

### T4171 –O for Orange
Letoun AW.38 Whitley Mk.V „T4171“ s imatrikulací GE-O byl vyroben 25. srpna 1940 a k 58. peruti se dostal 3. října. Při letu nad cílovou oblastí byl zasažen střelbou z flaku a pilot P/O Ernest Henry Brown byl zraněn. Řízení proto předal druhému pilotovi, Sgt. L. F. P. Adlamovi. Při návratu posádka zabloudila a docházelo jí palivo, nakonec však letadlo v 6.15 sestřelil německý pilot Hauptmann Karl Hulshoff.:23

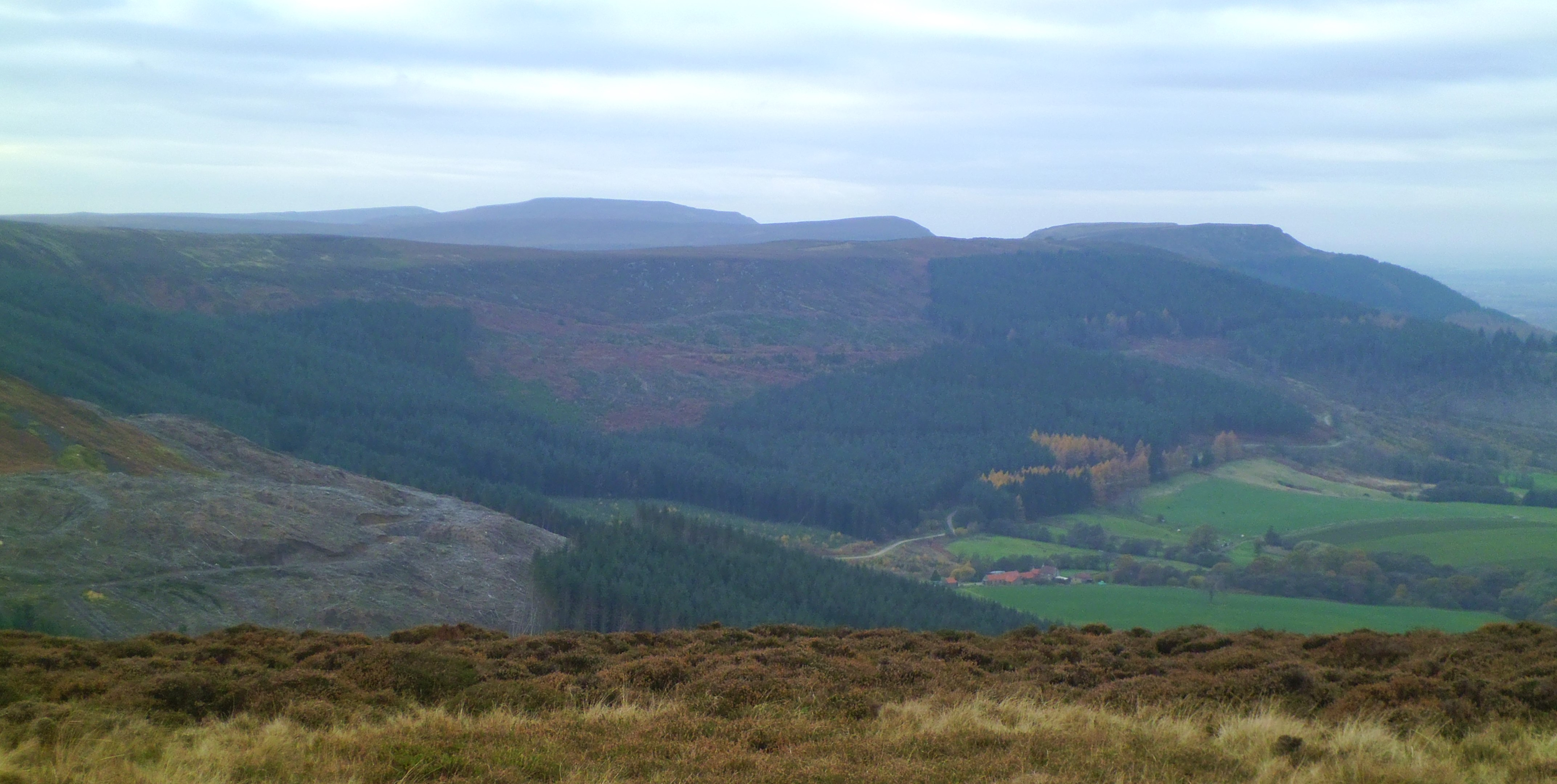
Okraj vřesoviště Greenhow Moor, 2013

Letadlo při pádu narazilo do strmého svahu kopce na severním okraji vřesoviště Greenhow Moor na území obce Botton Head, jižně od Ingleby Greenhow, na území dnešního národního parku North York Moors. Letadlo se vznítilo, tři členové posádky – pilot Ernest Henry Brown, pilot Leonard Frank Percy Adlam a střelec Marcel Cuthbert Caryll-Tilkin – zemřeli na místě, pozorovatel Cyril Sidney Garrick Green o dva dny později v nemocnici na následky zranění a jediný přeživší tohoto letu, radiooperátor Sgt Robert Ernest Langfield, byl zraněn. Vrak letadla byl vyhodnocen jako neopravitelný.
H. K. Hulshoff byl velitelem specializované noční stíhací jednotky I/NJG 2, která útočila na bombardéry RAF přímo nad britským územím. Jednotka operující z nizozemského letiště Gilze-Rijen létala se stíhacími letouny Junkers Ju 88.:23 Sestřel letounu AW.38 Whitley byl prvním potvrzeným zničením britského bombardéru německým nočním stíhačem nad Velkou Británií.:23

### P5058

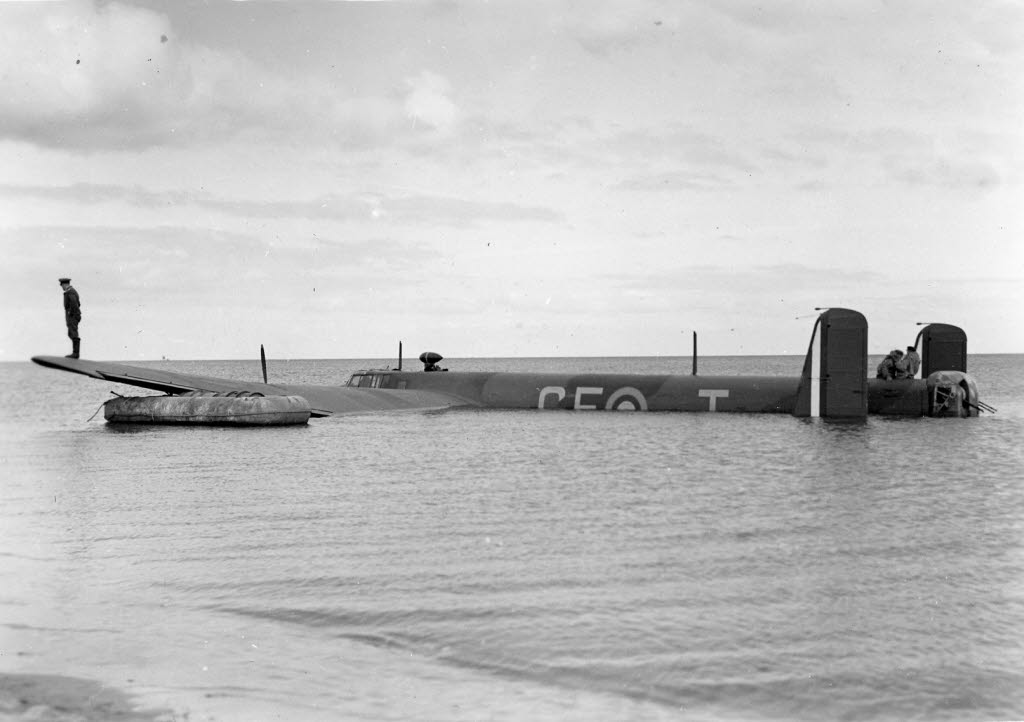
Sestřelený AW.38 Whitley Mk.V na hladině, srpen 1940

Whitley „P5058“ kapitána F/O B. Brookeho se přiblížil anglickému pobřeží u zálivu Humber, když mu začaly vynechávat motory. Po jejich úplném vysazení v 5.40 posádka nouzově přistála na hladinu zálivu severně od Scunthorpe v Lincolnshiru.:23 Těžký pád způsobil zranění kapitánovi Brookemu a telegrafistovi Sgt. Greenovi, Sgt. C. S Halley, Sgt. Henderson a Sgt. Duncan vyvázli bez zranění. Na hladině, pouhých 50 metrů od břehu, čekali v gumovém člunu na záchranu tři hodiny.:23 Pro tři členy posádky šlo o druhou nehodu během týdne, když předtím 15. října havarovali s letadlem T4150 pro nedostatek paliva při návratu z mise na Štětín.

### P5089

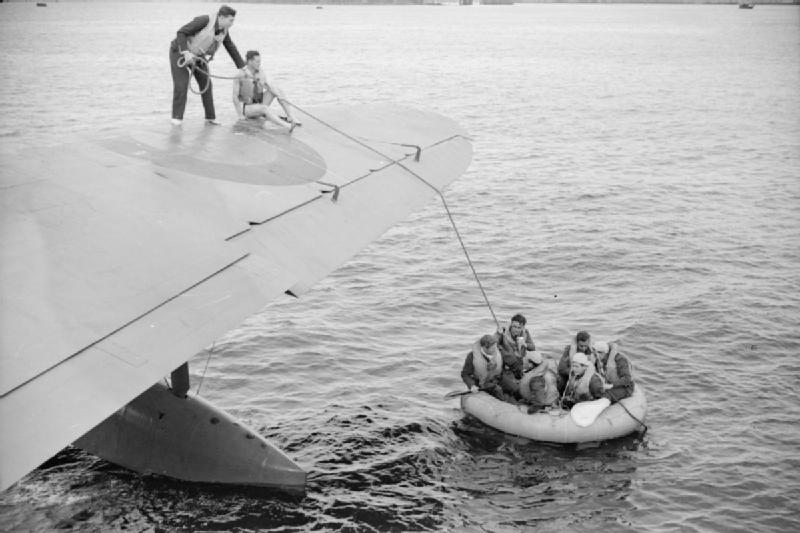
Rekonstrukce vyproštění posádky na gumovém člunu z hladiny

Letounu „P5089“ pilotovanému P/O A. Wildingem došlo palivo ještě nad mořem. Nouzově přistál na mořskou hladinu přibližně 6 km od mysu Blackeney Point u Holtu v Severním Norfolku. Přistání se obešlo bez zranění a promáčená posádka na gumovém člunu byla zanedlouho vylovena záchrannou lodí „Foresters Centenary“. Letoun musel být vyřazen.:23

## Hodnocení
Shození několika svazků propagačních letáků na menší vesnice mimo zamýšlenou oblast a bombardování náhradních cílů znamenalo jednoznačný neúspěch operace. Ten podtrhla ztráta tří z jedenácti vyslaných letadel včetně čtyř mrtvých a tří zraněných letců. Hlavním úskalím při letech nad střední Evropu byla navigace letadel na cíl. Letci byli odkázání na vizuální orientaci, pro kterou byla potřeba jasná noc s měsíčním svitem.:273–274 Meteorologická situace nad nepřátelským územím však nešla operativně zjistit a letecké útoky při zatažené obloze byly převážně neúspěšné.:273–274 Obtížná navigace a hledání cíle v nepříznivém počasí prodlužovaly délku letu a tím zvyšovaly riziko nedostatku paliva pro bezpečný návrat. RAF však neúspěch neodradil a o útok se britští letci pokusili v noci na 28. října 1940.:24